# اگه می‌تونی منو بگیر (فیلم ۲۰۰۲)
اگه می‌تونی منو بگیر (به انگلیسی: Catch Me if You Can) نام فیلمی در ژانر زندگینامه‌ای و درام به کارگردانی استیون اسپیلبرگ و نویسندگی جف ناتانسون محصول آمریکا در سال ۲۰۰۲ است. فیلم بر پایه خود زندگی‌نامه ای به همین نام نوشتهٔ فرانک ویلیام آبگنل جونیور و استن ردینگ ساخته شده‌است و در آن بازیگرانی چون لئوناردو دی‌کاپریو، تام هنکس، مارتین شین، ناتالی بای و کریستوفر واکن بازی کرده‌اند.
داستان فیلم به فرانک ابگنیل جونیور (با بازی دی‌کاپریو) می‌پردازد که قبل از ۱۹ سالگی‌اش موفق شد میلیون‌ها دلار چک را جعل کند و خود را خلبان هواپیمایی خطوط هوایی سراسری آمریکا، دکتری در جورجیا و وکیلی در لوئیزیانا جا بزند. کارل هنراتی (با بازی تام هنکس) مأمور اف‌بی‌آی همواره در پی به دام انداختن فرانک است و همیشه نیز از او عقب می‌ماند. در این فیلم مسائل مورد علاقه اسپیلبرگ از جمله از هم گسیختگی خانواده‌ها و تن فروشی زنان دیده می‌شود. 

## داستان
داستان مربوط به زندگی‌نامهٔ فرانک ابگنیل است، کسی که شهرتش را به خاطر سابقه فعالیتش به عنوان جاعل چک، کلاهبرداری و حقه‌های فرارش از دست مأموران به‌دست‌آورد. او در دهه شصت میلادی و در ۱۶ سالگی توانسته بود، چک‌های جعلی که مجموعاً به مبلغ ۴ میلیون دلار آمریکا ارزش داشت را در ۲۶ کشور جهان نقد کند، طوری که هیچ بانکی قادر به تشخیص جعلی‌بودن چک‌های او نبود و تا هجده سالگی، بیش از ۲۵۰ پرواز انجام داد و در ۲۶ کشور جهان به این کلاهبرداری‌ها دست زد. اَبیگنِل به خاطر عضویت جعلی که در «خطوط هوایی سراسری آمریکا» داشت، می‌توانست به‌صورت رایگان در هتل‌ها اقامت کند و تمام هزینه‌های غذا و تفریحش به‌طور مستقیم به شرکت ارسال می‌شد. حتی خودش را به عنوان وکیل جا زد و در چندین پروندهٔ دادگاهی شرکت داشت. او سرانجام در سال ۱۹۶۹ در فرانسه دستگیر شد و به دوازده سال زندان محکوم شد که البته پس از گذراندن پنج سال از دوران محکومیت خود به خدمت سازمان اف‌بی‌آی درآمد تا در شناسایی چک‌های جعلی و سرقتی کمک کند.
اَبیگنِل که هم‌اکنون رئیس شرکت «کارشناسی جعل و کلاهبرداری» اَبیگنِل و شرکا است در سال ۲۰۰۲، زندگی‌نامهٔ خود را در اختیار استیون اسپیلبرگ قرار داد و او نیز با استفاده از ماجرای زندگی اَبیگنِل فیلم «اگه میتونی منو بگیر!» را کارگردانی کرد. در این فیلم که لئوناردو دی‌کاپریو نقش اَبیگنِل را بازی می‌کند، مدام تحت تعقیب اف‌بی‌آی قرار دارد.
اَبیگنِل به عنوان یک فرد دارای هوش بالا، به‌ویژه هوش هیجانی فوق‌العاده، پس از کلاهبرداری‌ها و جعل‌های فراوان به فرانسه می‌رود و در تمام مدت، کارل هانرتی (به انگلیسی: Carl Hanratty)، مأموری که او را تعقیب می‌کرد را به دنبال خود می‌کشد. پرسشی که هانرتی از خود می‌پرسید، این بود: چرا گاه‌وبیگاه، این کلاهبردار جوان به مناسبت‌های مختلف با او تماس می‌گیرد؟ هانرتی، فهمیده بود که اَبیگنِل، چیزی می‌خواهد به او بگوید، چیزی که در یک بازی بروز یافته بود، اینکه: «اگه میتونی منو بگیر!» در واقع او به این روش می‌گفت: «اگه ممکنه با من همدلی کن!» وقتی پلیس فرانسه، اَبیگنِل را محاصره کرده بود، هانرتی می‌توانست اجازه دهد او را بکشند و از شر یک جاعل کلاهبردار، راحت شود اما او بدون اسلحه به نزد اَبیگنِل می‌رود و با او همدلی می‌کند و به این ترتیب، نجات ابیگنل از سقوط به ورطه، تنها به دلیل وجود کسی مانند هانرتی است که با هیجان‌رفتار همدلانه توانست، این نابغهٔ کلاهبردار را نجات دهد. بسیاری رابطهٔ بین هانرتی و اَبیگنِل را رمانتیک و احساسی‌گری می‌دانند، اما هانرتی به عنوان مأمور دستگیری جاعلان چک، دلش برای اَبیگنِل نمی‌سوخت، بلکه او تلاش می‌کرد علت تعارض عاطفی اَبیگنِل را بیابد و به او کمک کند تا با پذیرفتن خطاها و اشتباه‌هایش مسیر جدیدی را در زندگی شروع کند. به این ترتیب او نه تنها همدلی عاطفی را با تشویق و تحسین هوش اَبیگنِل پرورش می‌داد، بلکه موجب تصحیح خطاهای شناختی او شد (همدلی شناختی).